# Sascha Kolowrat-Krakowsky
Alexander Joseph Kolowrat-Krakowsky gróf, ismertebb nevén Sascha Kolowrat-Krakowsky (Glen Ridge, New Jersey, 1886. január 29. – Bécs, 1927. december 4.) az osztrák filmipar alapítója, filmproducer.

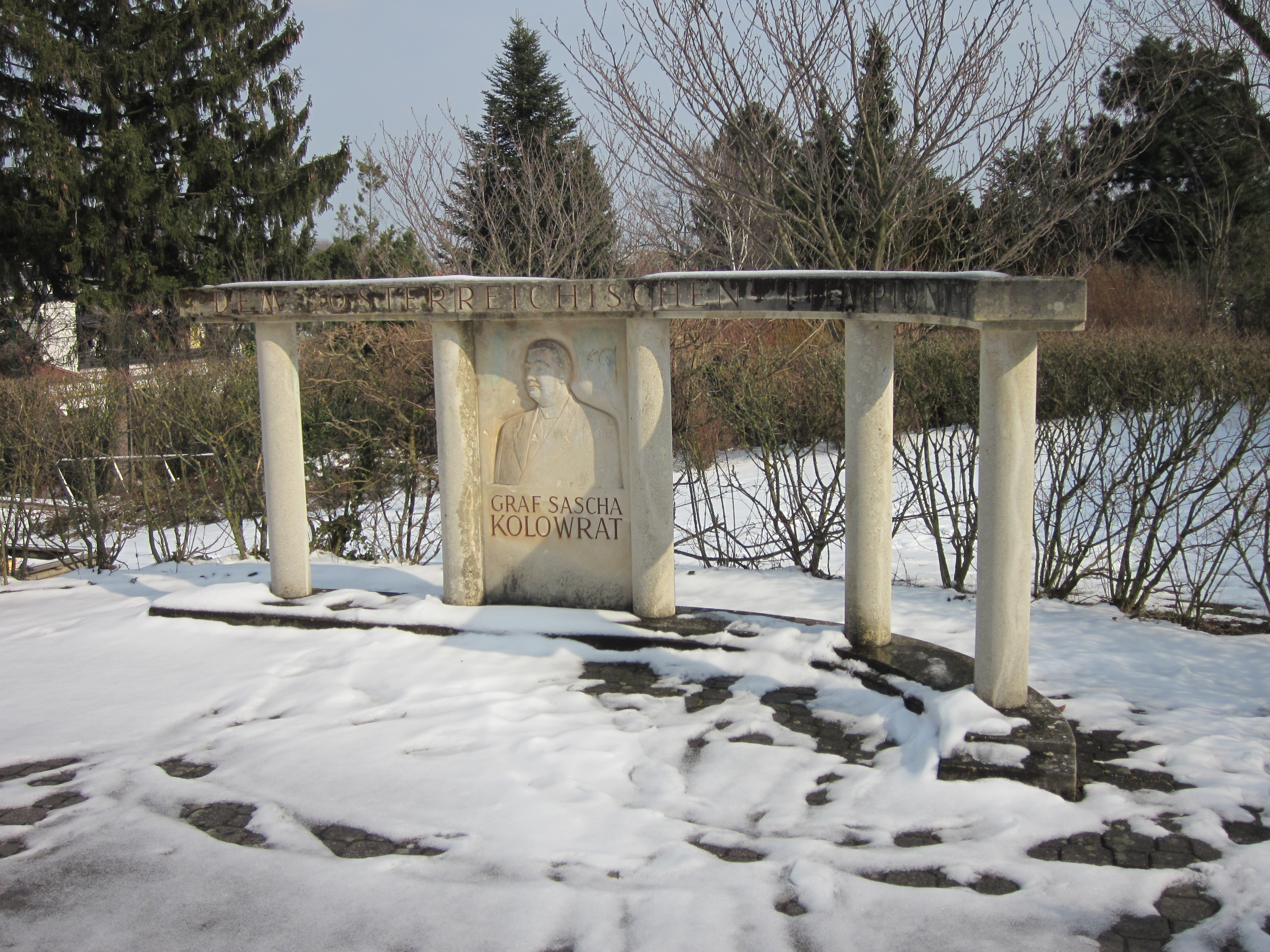
Sascha Kolowrat Krakowsky emlékműve Bécs Sieveringben

## Élete

### Származása
Alexander Joseph Kolowrat-Krakowsky gróf, ismertebb nevén Sascha Kolowrat-Krakowsky 1886. január 29-én született az USA-ban, New Jersey államban, Glen Ridge-ben. Édesapja gróf Leopold Philipp von Kolowrat-Krakowsky (1852–1910) csehországi nagybirtokos volt, a családi hitbizomány kezelője, Leopold von Kolowrat-Krakowsky (1804–1863) altábornagy legidősebb fia. Édesanyja Nadine von Huppmann-Valbella bárókisasszony (1858–1942) volt, Joseph von Huppmann-Valbella (1814–1897) német nagyiparos, dohánygyáros leánya. Szülei 1884-ben az Egyesült Államokban házasodtak össze. Leopold Philipp von Kolowrat-Krakowskynak, bécsi egyetemi tanulmányait megszakítva azért kellett Ausztriából elmenekülnie, mert 1876-ban Bécsben, tiltott párbajban megölt egy arisztokratát, Wilhelm zu Auersperg herceget (1854–1876), Karl von Auersperg herceg, miniszterelnök unokaöccsét. Az USA-ban kötött házasságból hét gyermek született, Alexander „Sascha”, Heinrich Ottokar, Friedrich, Heinrich, Katharina Bertha, Bertha Katharina és Bertha, de közülük csak négyen, Alexander, Bertha, Friedrich és Heinrich érték meg a felnőttkort. 1887-ben apjuk kegyelmet kapott Ferenc József császártól, és a család visszatérhetett csehországi birtokaira. 

### Munkássága
Alexander a tanulmányait Belgiumban végezte a Leuveni Katolikus Egyetemen, több európai nyelvet is beszélt. Belépett a hadseregbe, majd 1909-ben Párizsban találkozott Charles Pathé fonográf- és lemezgyártóval, a francia filmgyártás úttörőjével is.
Kedvtelései közé tartozott a motorkerékpár- és az autóversenyzés, a hőlégballon és a repülőgépvezetés és ezentúl még az operatőri munka is: 1909-ben forgatták többek között a semmeringi autóversenyről szóló filmet.
1910-ben, miután apja meghalt, és ő örökölte annak Csehországban fekvő birtokait, megalapította a Sascha-Filmgyárat és film laboratóriumot Pfraumbergben. 1912-ben Bécsbe költözött és 1913-ban itt a bécsi Brigittenauban  megalapította a "Sascha-Film Factory"-t, ahol az első világháborúban főleg propaganda filmeket készített.
Kolowrat-Krakowsky számos filmszínészt fedezett fel, többek között Willi Forst és Marlene Dietrich is az ő felfedezettje volt. Kolowrat ez időszakban a film műfajok úttörőjének számított Bécsben, egészen a némafilm kezdeteitől. 1916-ban Bécsben felépítette a Sievering stúdiót, amely Ausztriában az első nagy filmstúdió volt.
A korai 1920-as években, vállalkozó és autóversenyző volt az Austro-Daimlernél. Ferdinand Porsche irányításával a „Volkswagen” autó kialakításában vett részt. Az Austro-Daimler az 1920-as évek elején kezdte gyártani Ferdinand Porsche 1,3 literes „Sascha” elnevezésű versenyautóit amelyet róla, a támogatóról neveztek el. Ez volt a legkisebb modell a cég kínálatában, mely egy 2212 köbcentiméteres négyhengeres modell volt. A háború utáni elszegényedett időszakban nem volt üzlet az autógyártás, de a sport- és versenyautó  változat, többek között a szicíliai Targa Florio, mint „Sascha-Cart” nagy ismertséget szerzett.
1927. december 4-én Bécsben, rákban hunyt el.

## Főbb munkái
- 1913: A nagybácsi milliói
- 1916: Bécs a háború alatt
- 1920: Egy elveszett világ
- 1922-ben: Szodoma és Gomorra (rendezte: Michael Curtiz)
- 1923: A fiatal medardus
- 1924: A Slave királynő
- 1925: Salammbo
- 1927: Café Elektric

## További információ
- Sascha Kolowrat-Krakowsky az Internet Movie Database-ben (angolul)